# علی مؤیدی (نظامی)
علی مؤیدی خرم‌آبادی (زاده ۱۳۴۱) سرتیپ پاسدار فرماندهی انتظامی جمهوری اسلامی ایران است، که هم‌اکنون به‌عنوان رئیس پلیس پیشگیری فراجا فعالیت می‌کند.
مؤیدی فعالیت نظامی را از سال ۱۳۶۱ در بسیج آغاز کرد، سپس به کمیته انقلاب اسلامی پیوست. وی از اوائل دهه ۱۳۸۰ تا سال ۱۳۸۴ فرمانده انتظامی استان گلستان بود، از ۱۳۸۴ تا ۱۳۸۶ فرماندهی انتظامی استان هرمزگان را برعهده داشت و از ۱۳۸۶ تا ۱۳۹۰ به‌عنوان فرمانده انتظامی استان فارس فعالیت می‌کرد.
مؤیدی در فاصله سال‌های ۱۳۹۰ تا ۱۳۹۵ ریاست پلیس مبارزه با مواد مخدر ناجا را برعهده داشت، از ۱۳۹۵ تا ۱۳۹۶ به‌عنوان قائم‌مقام ستاد مبارزه با مواد مخدر فعالیت می‌کرد و از ۱۳۹۶ تا ۱۴۰۲ رئیس ستاد مبارزه با قاچاق کالا و ارز بود. او از دی‌ماه ۱۴۰۲ رئیس پلیس پیشگیری فراجا است. وی در سال ۱۳۸۲ درجه سرتیپ‌دومی دریافت کرد و همچنین در سال ۱۴۰۳ درجه سرتیپی دریافت کرد.